# Lubin de Chartres
Lubin de Chartres (en latin : Leobinus), évêque de Chartres du milieu du VIe siècle, mort en 557, est un saint franc.
Il participa au cinquième concile d'Orléans (549) et au deuxième concile de Paris (553). Son culte s'étendit rapidement. Au début du XIIIe siècle, l'Église de Chartres l'honore à l'égal d'un fondateur et en fait le modèle des évêques en lui consacrant une verrière célèbre dans le bas-côté nord de la cathédrale. Il est fêté le 14 mars.

## Hagiographie

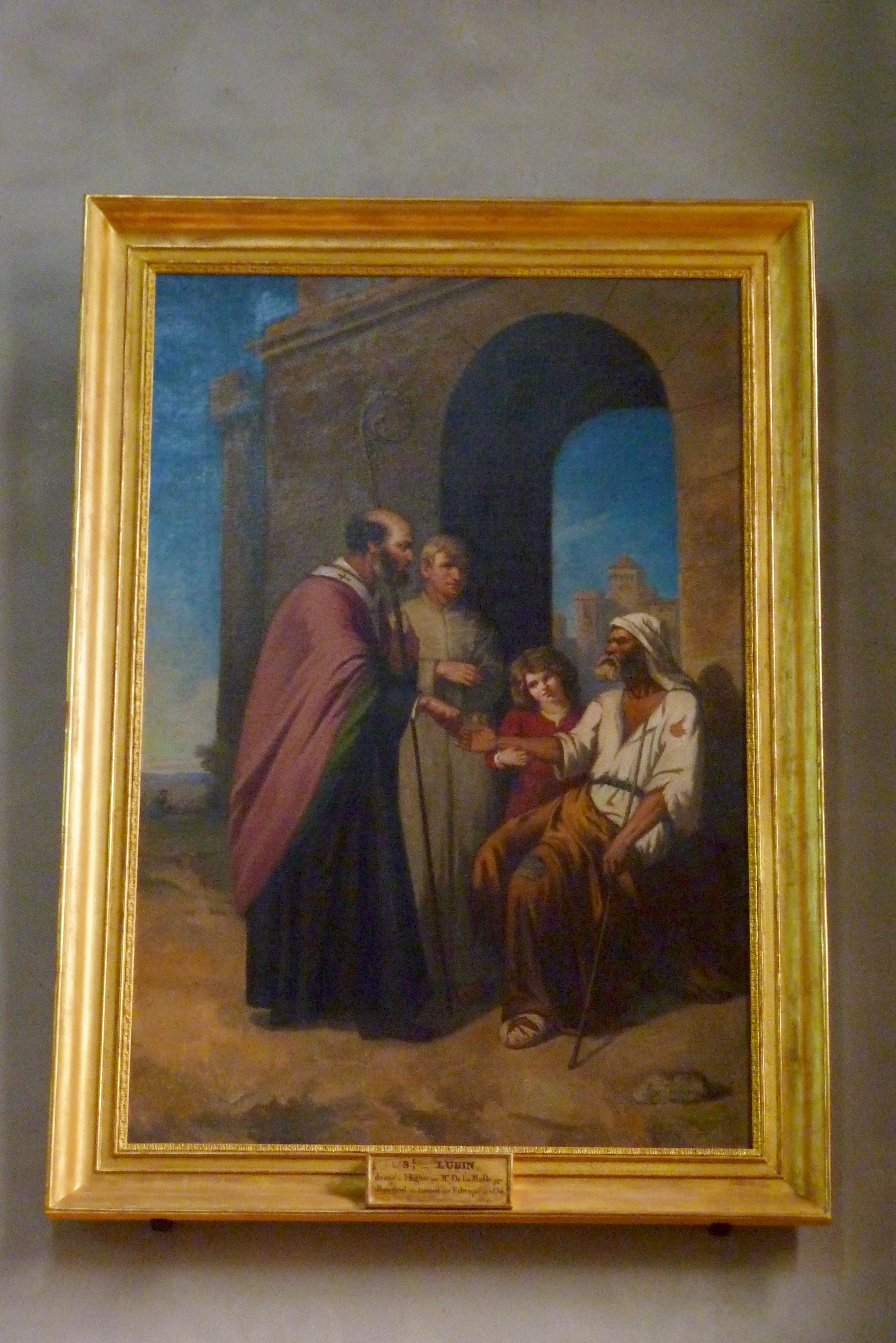
Eugène Tourneux, Saint Lubin faisant l’aumône, Rambouillet, église Saint-Lubin-et-Saint-Jean-Baptiste.

La vie de saint Lubin est connue par la légende, et aussi par son biographe François Giry.
Saint Lubin, avant de devenir évêque de Chartres, eut une vie très aventureuse. Fils de paysans, il naît près de Poitiers à la fin du Ve siècle. La légende rapporte qu'il gardait les bœufs quand il rencontra un moine à qui il demanda de lui écrire les lettres de l'alphabet sur sa ceinture, afin qu'il pût les apprendre et étudier.
Sachant ainsi lire et écrire, il entra à l'abbaye Saint-Martin de Ligugé dont il devint le cellérier.
Après huit années de vie monastique, il partit dans le Perche, visiter saint Avit. De là, il gagna l'abbaye de Lérins, mais, croisant un moine qui en venait, il fut dissuadé de s'y rendre, et se dirigea vers la région de Lyon où il resta cinq ans.
Pendant son séjour à l'abbaye de l'île Barbe à Lyon, les fils de Clovis, après avoir vaincu les Burgondes envahirent les lieux, le torturèrent et le laissèrent pour mort. Il se rétablit, et quitta le Lyonnais pour revenir vers Saint-Avit, et devenir cellérier de sa communauté. Il passa ensuite cinq ans dans la forêt de Montmirail entre Perche et Maine.
L'évêque de Chartres, Euthère, connaissait la réputation de sainteté de Lubin ; il avait aussi appris qu'il avait arrêté, par ses prières, un ouragan et un incendie qui menaçaient de ravager Paris. Il fit venir Lubin, l'ordonna diacre, et l'établit abbé du monastère de Brou.
En 536, saint Aubin emmena Lubin avec lui pour aller visiter Césaire d'Arles ; lors de cette visite Lubin eut encore le désir d'aller rejoindre les moines de Lérins, mais saint Aubin l'en empêcha, lui disant qu'il n'avait pas le droit d'abandonner sa charge. Il retourna donc à Brou.
En 544, l'évêque de Chartres mourut. Lubin, contre sa volonté, fut élu à sa place, avec le consentement du roi Childebert Ier. Ce fut un évêque attentif, bienveillant et charitable.

### Sa mort
Pendant les sept dernières années de sa vie, Lubin fut très malade, ce qui ne l'empêcha pas de continuer ses visites pastorales, ni de participer au cinquième concile d'Orléans (le 28 octobre 549), et au second concile de Paris en 553[réf. nécessaire]. Il mourut le 14 mars 557 et fut inhumé dans l'église Saint-Martin-au-Val de Chartres.
Pendant les guerres de Religion, son tombeau fut profané, la châsse de la cathédrale Notre-Dame de Chartres où était conservé son chef fut détruite, mais la relique fut épargnée et déposée dans l'église Saint-Nicolas de Blois.

### Miracles
En plus d'avoir éteint un incendie dans Paris d'un seul signe de croix, il aurait accompli de nombreux miracles, rendant la santé à un hydropique, à un aveugle, à plusieurs personnes malades mentalement, à un vieux prêtre. Tous ces miracles sont consignés dans le Bréviaire de Chartres.

## Patronage et vénération

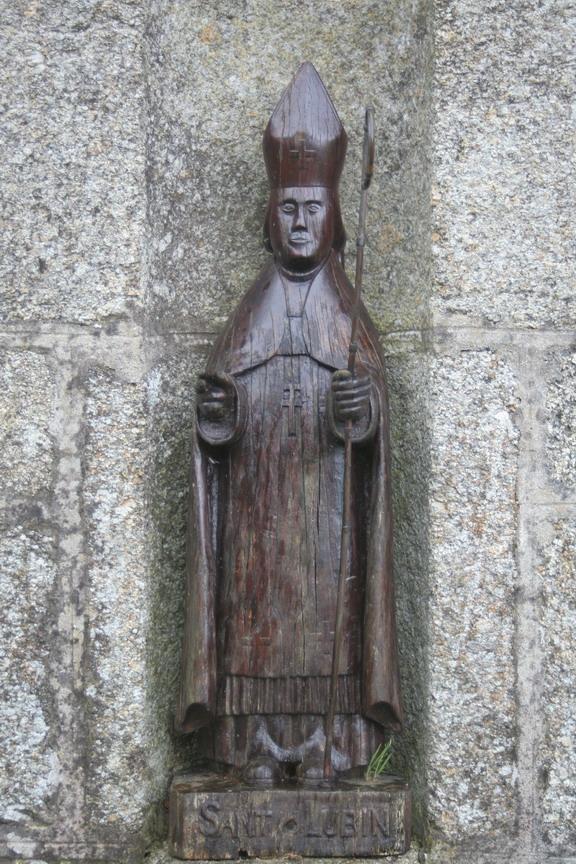
Saint-Lubin (XVIIIe siècle), fontaine Saint-Lubin, Kergrist-Moëlou.

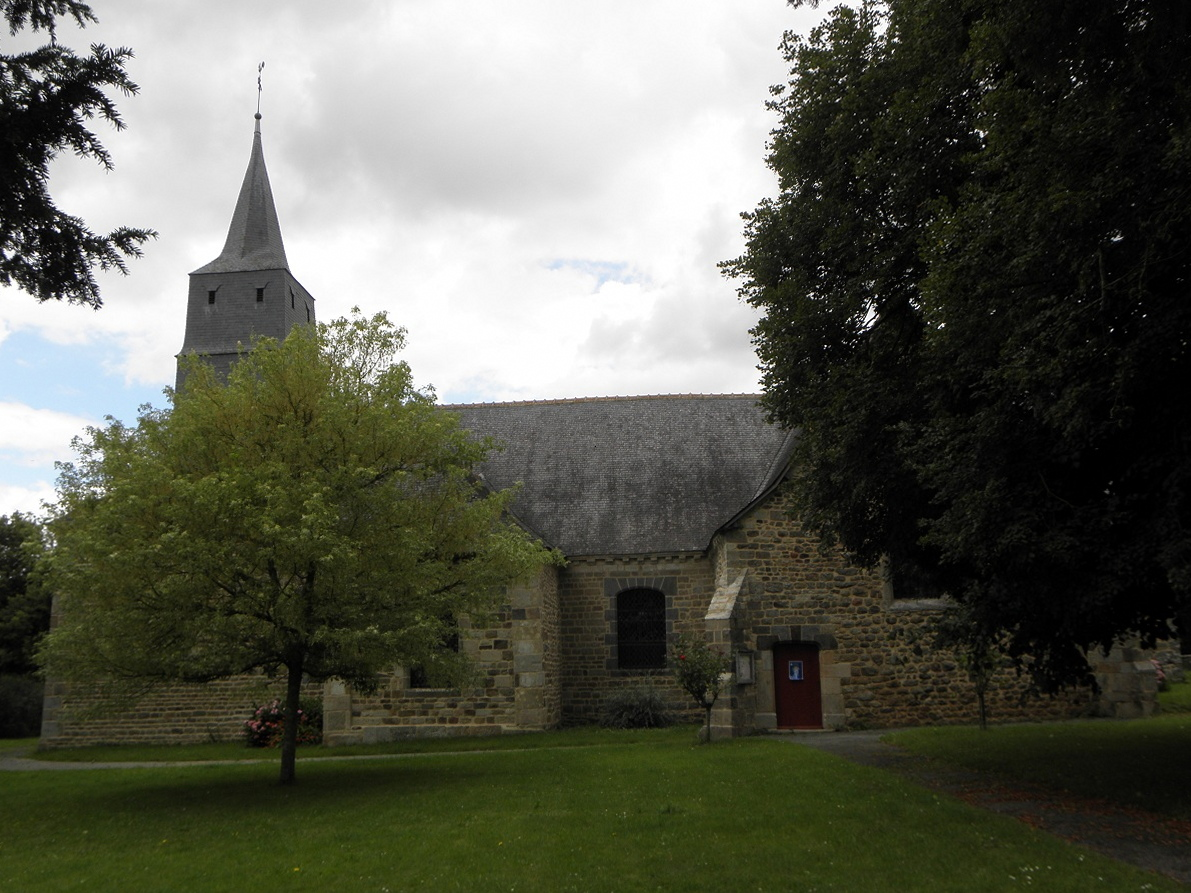
Église Saint-Lubin, Longaulnay.

Saint Lubin est fêté le 14 mars au Martyrologe romain et le 17 septembre à Chartres dans la forme ordinaire ou le 13 dans la forme extraordinaire.
Saint Lubin est patron de Chartres, la crypte intérieure de la cathédrale portant son nom.
Il est aussi le saint patron de nombreux lieux de culte.

### Calvados
- La chapelle du château de Boutemont à Ouilly-le-Vicomte est dédiée à saint Lubin.

### Côtes-d'Armor
- Sur la commune de Kergrist-Moëlou, au lieu-dit Saint-Lubin, se trouvent trois statues :
  - une statuette en bois (XVIIIe siècle) sur une fontaine ;
  - une statuette en bois polychrome (fin XVIIe début XVIIIe siècle) dans l'église[4] ;
  - une statuette en granit (XXe siècle) sur le fronton de l'église.
- À Plémet se trouve la chapelle Saint-Lubin (XVIe siècle).

### Essonne
- Au lieu-dit Saint-Lubin, à la frontière de l'Essonne et du Loiret près de la commune de Méréville, existent trois habitations, un puits réputé pour sa profondeur impressionnante dans la région, et un crucifix dans une pierre taillée.

### Eure-et-Loir
De nombreuses églises paroissiales d'Eure-et-Loir sont placées sous sa protection :
Églises Saint-Lubin d'Eure-et-Loir 

### Ille-et-Vilaine
- Saint Lubin est le saint patron de la paroisse de Longaulnay. Une fontaine lui est consacrée.

### Loiret
- Pithiviers.
- Église Saint-Lubin de Yèvre-le-Châtel, près de Pithiviers dans le Loiret, construite par Philippe II Auguste, début XIIe siècle, aujourd'hui en ruines.

### Paris
- Une chapelle lui est dédiée dans l'église Saint-Paul-Saint-Louis.

### Seine-Maritime
- Berville-sur-Seine, Rouvray.

### Val-d'Oise
- À Arronville, il existe un petit sanctuaire dédié à saint Lubin.

### Yvelines
- À Rambouillet, première église bâtie au XIe siècle, démolie après construction de la seconde dans les années 1870, cette dernière également dédiée à saint Lubin et à saint Jean-Baptiste.
- À Noisy le Roi, l'église Saint Lubin fût érigée par Albert de Gondi à la fin du XVIe siècle.
- À Chevreuse, l'école primaire Saint-Lubin porte son nom.

## Représentations dans les arts

### Vitraux
- Un vitrail, sur le bas-côté nord de la cathédrale Notre-Dame de Chartres le représente, béni par saint Avit de Vienne (baie no 45).

Vitraux
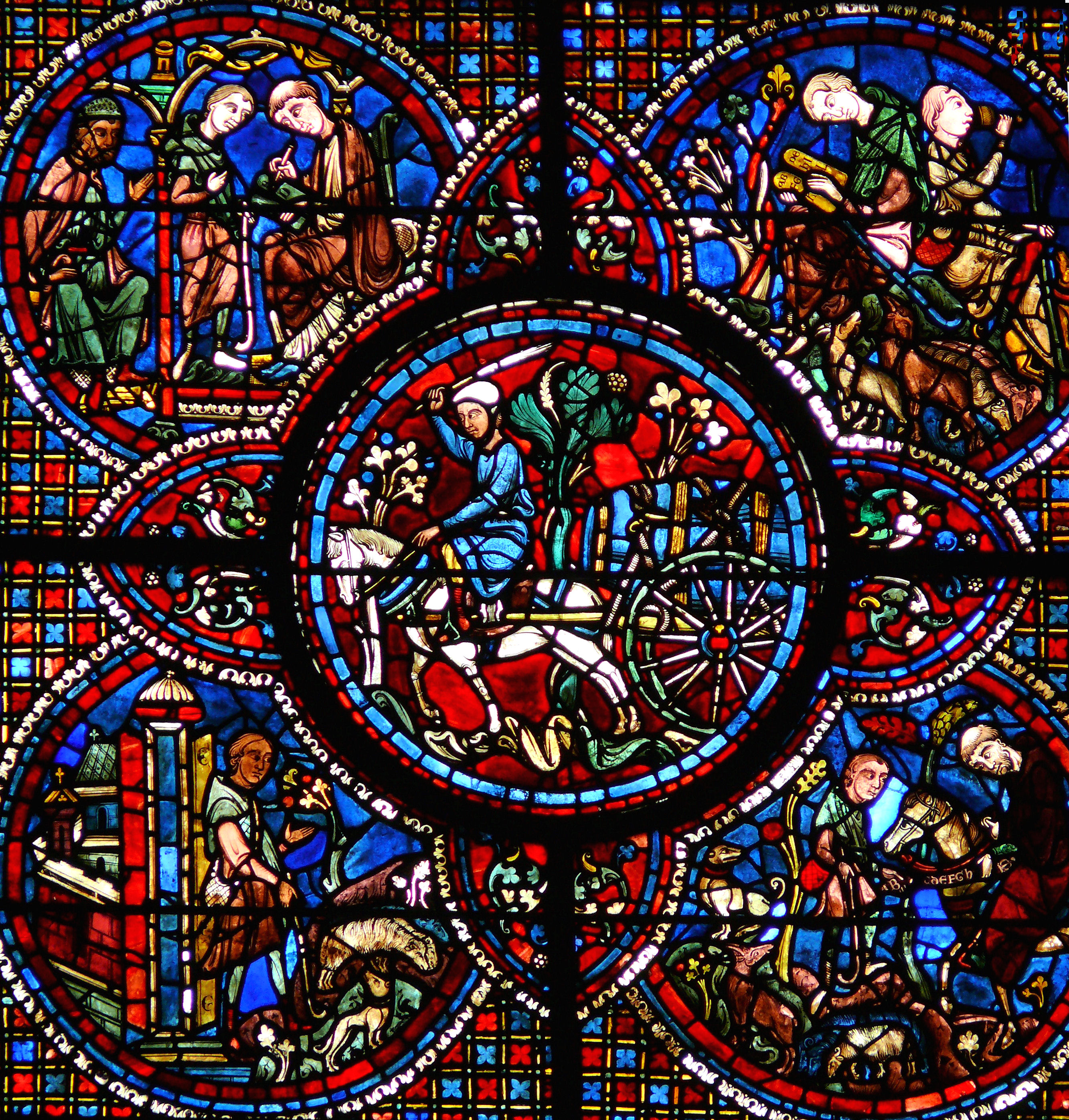
La Vie de saint Lubin (1er quart du XIIIe siècle), cathédrale Notre-Dame de Chartres.
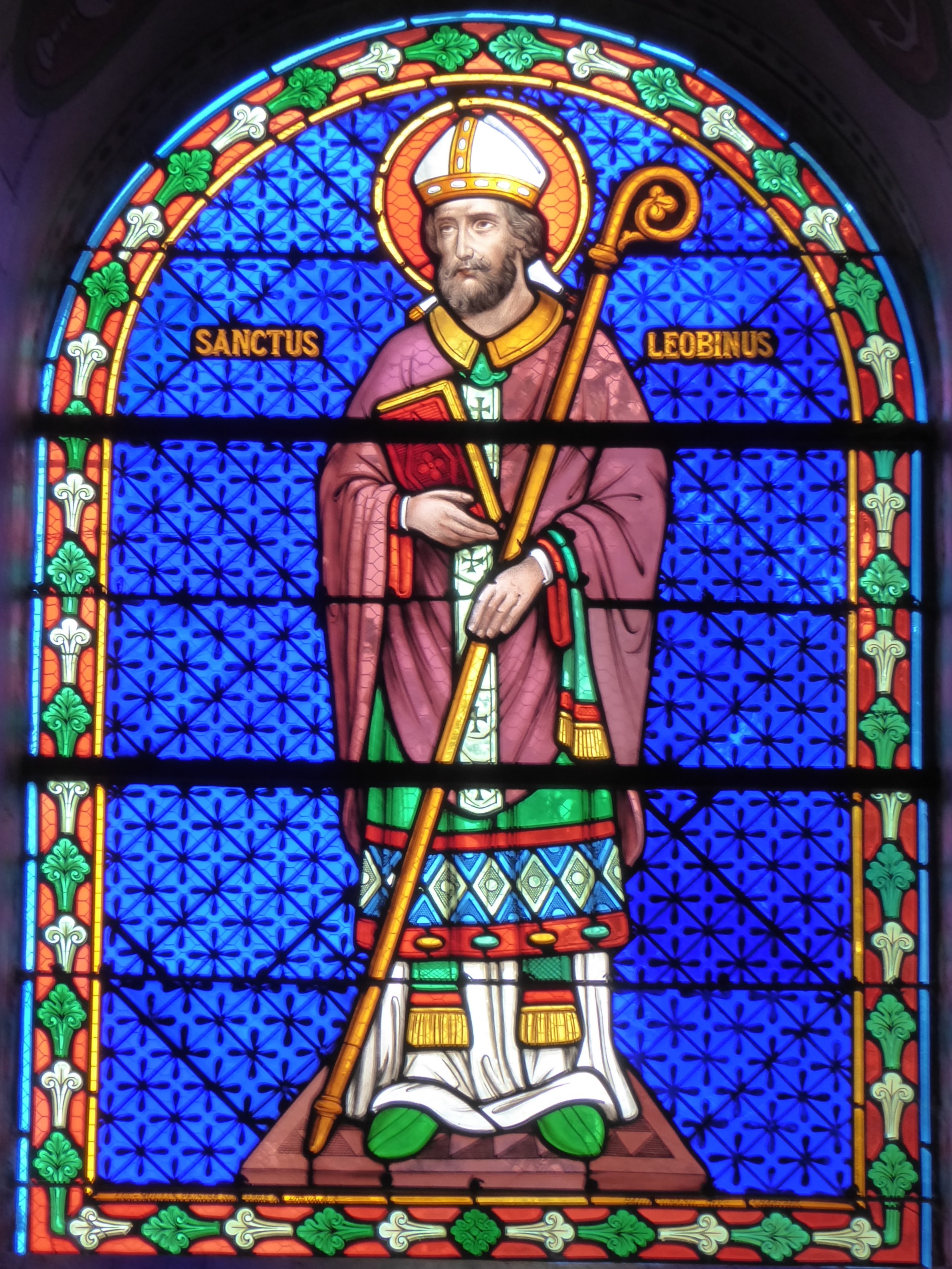
Sanctus Leobinus (XIXe siècle), église Saint-Lubin d'Arrou.
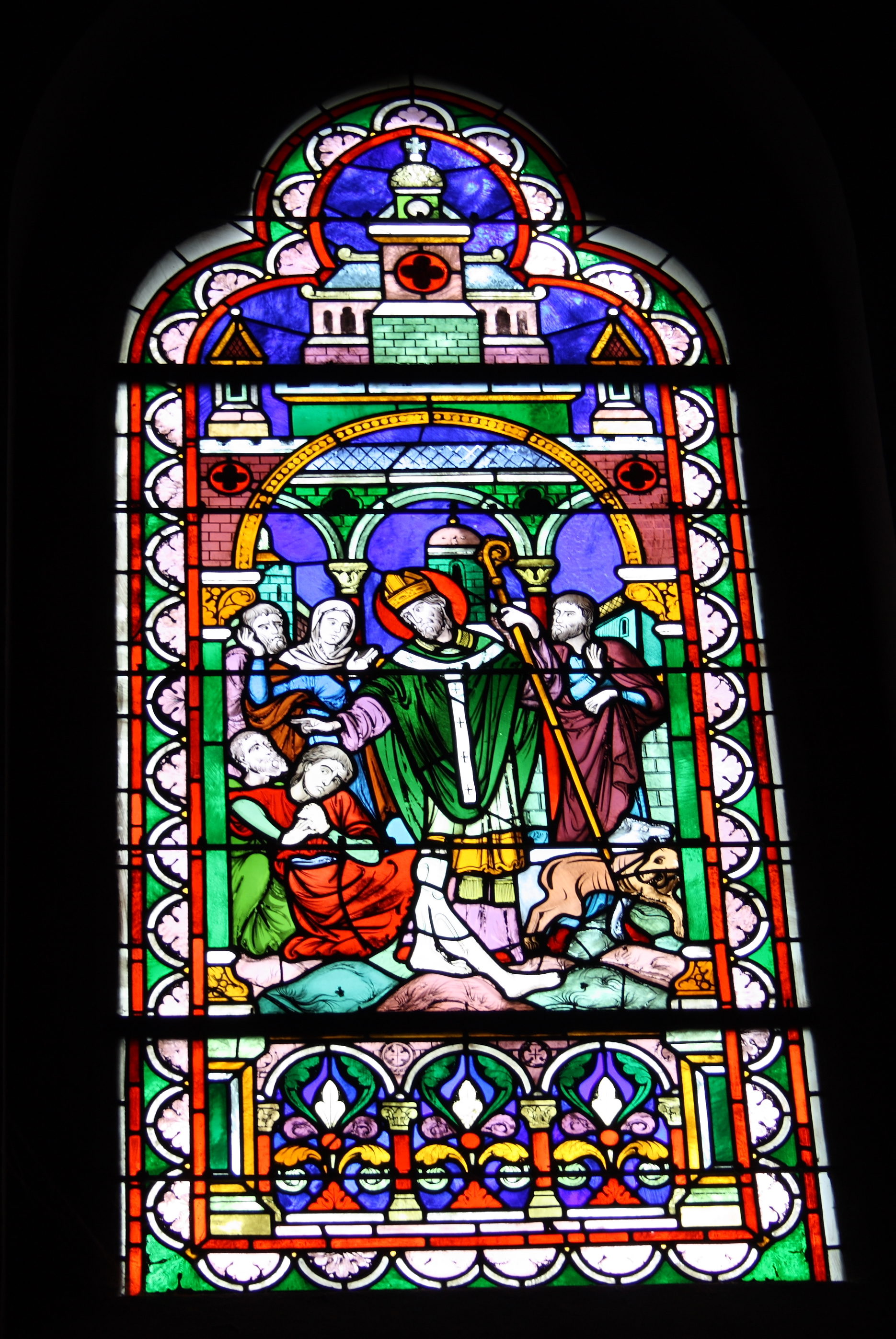
Eugène Oudinot, Saint Lubin soignant les malades (XIXe siècle), Rambouillet, église Saint-Lubin-et-Saint-Jean-Baptiste.
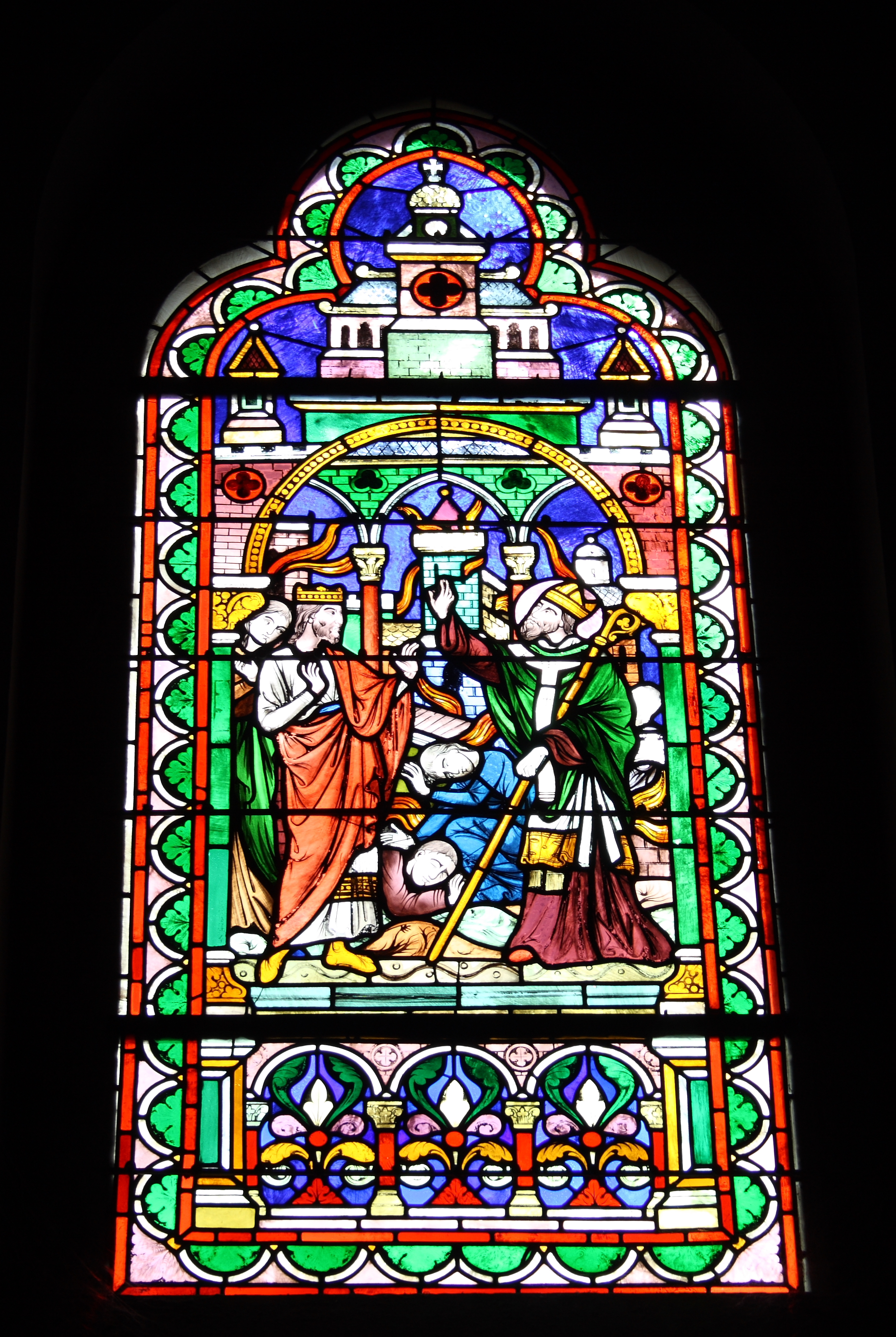
Eugène Oudinot, Saint Lubin avec Childebert Ier (XIXe siècle), Rambouillet, église Saint-Lubin-et-Saint-Jean-Baptiste.
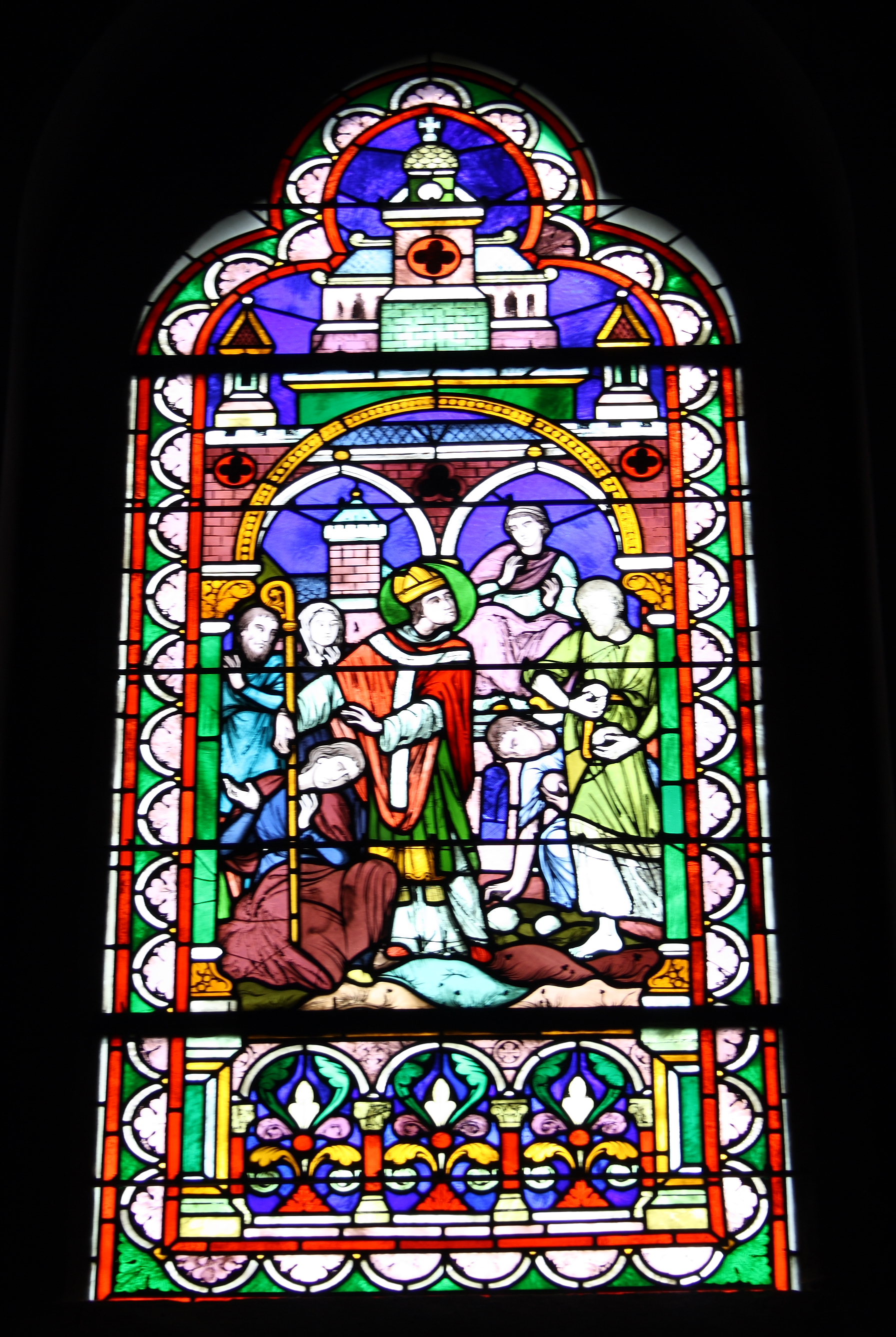
Eugène Oudinot, Saint Lubin soignant les malades (XIXe siècle), Rambouillet, église Saint-Lubin-et-Saint-Jean-Baptiste.
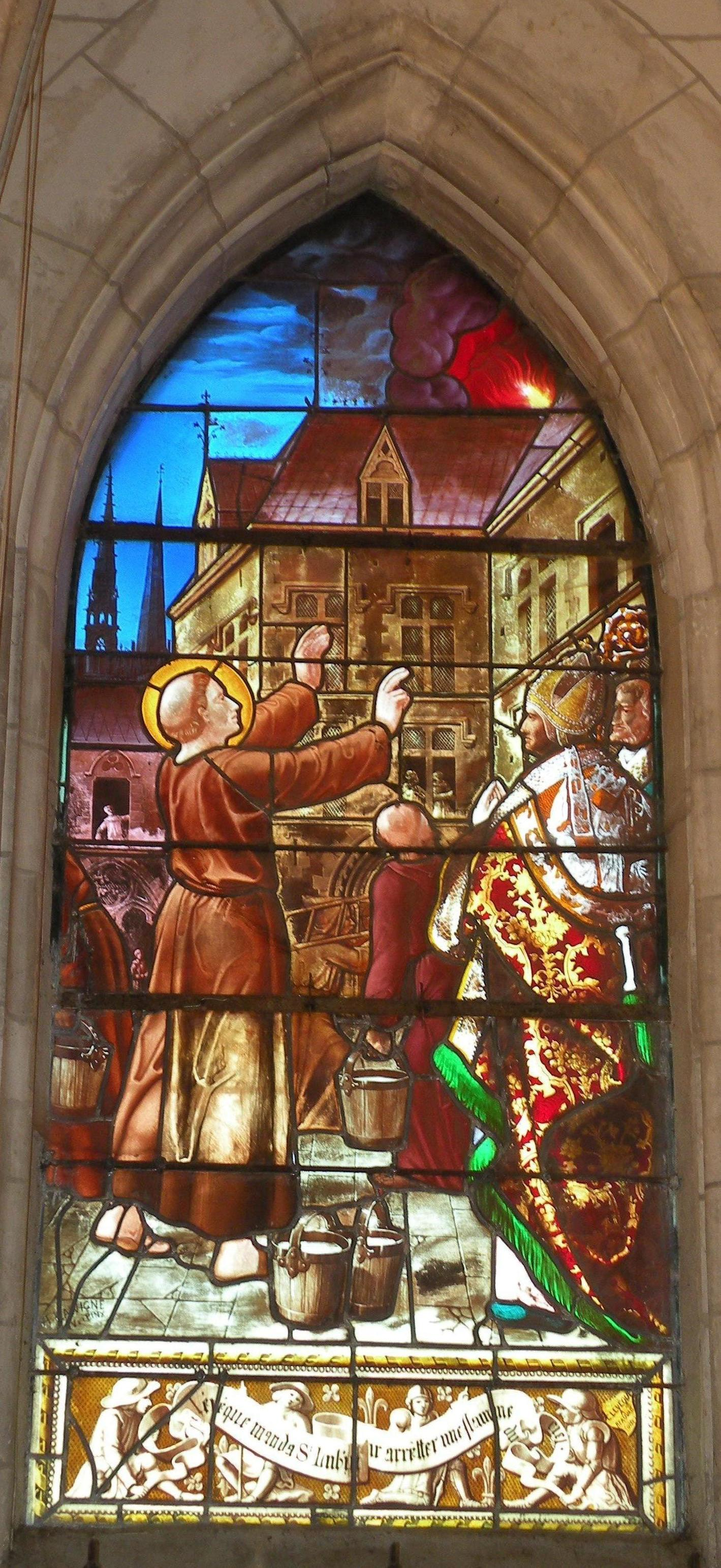
Claudius Lavigne et Charles Lévêque, Saint Lubin (XIXe siècle), Goincourt, église Saint-Lubin.

### Statuaire

Statues de Lubin de Chartres
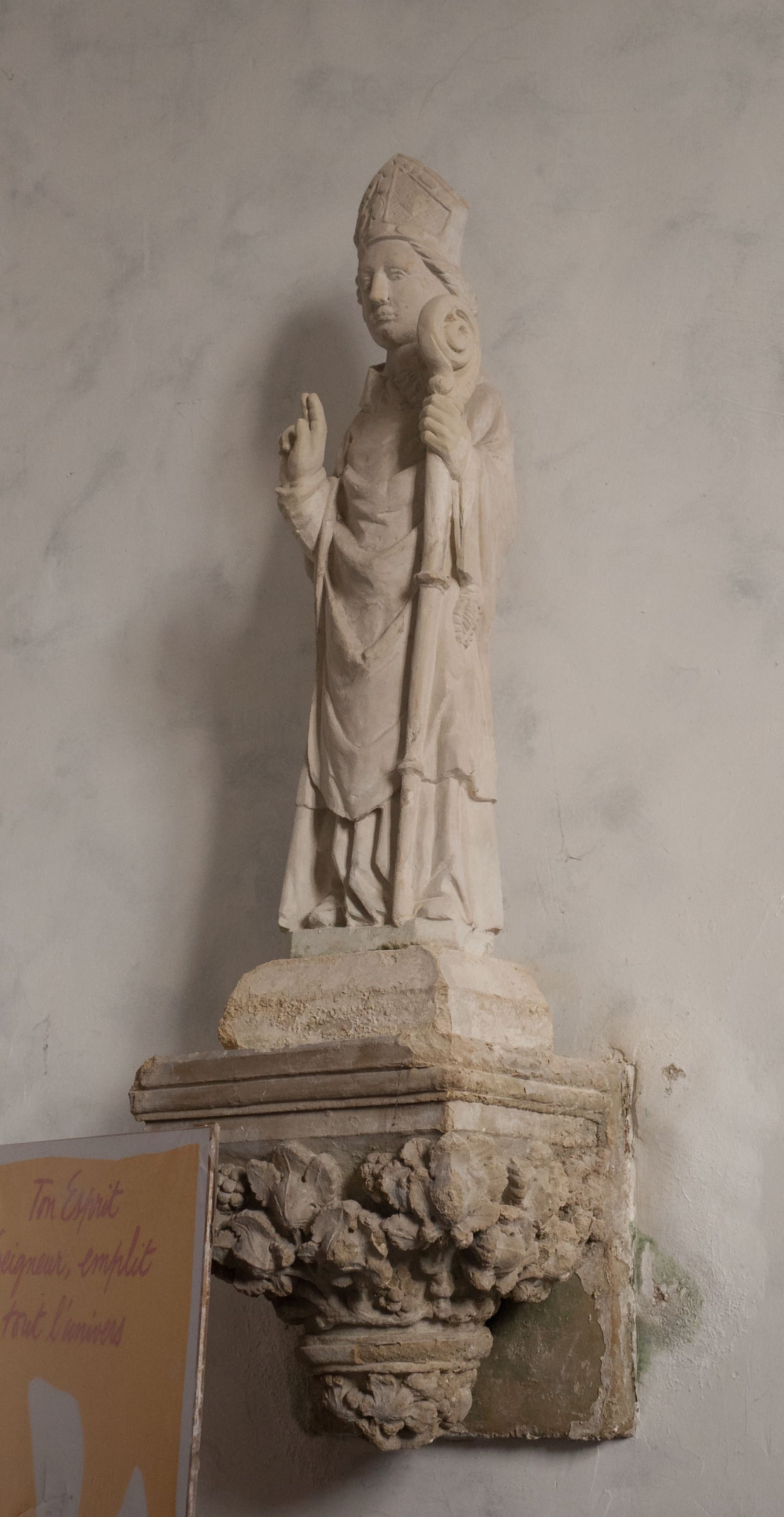
Saint Lubin (XVe siècle), Gatteville-le-Phare, église Saint-Pierre.
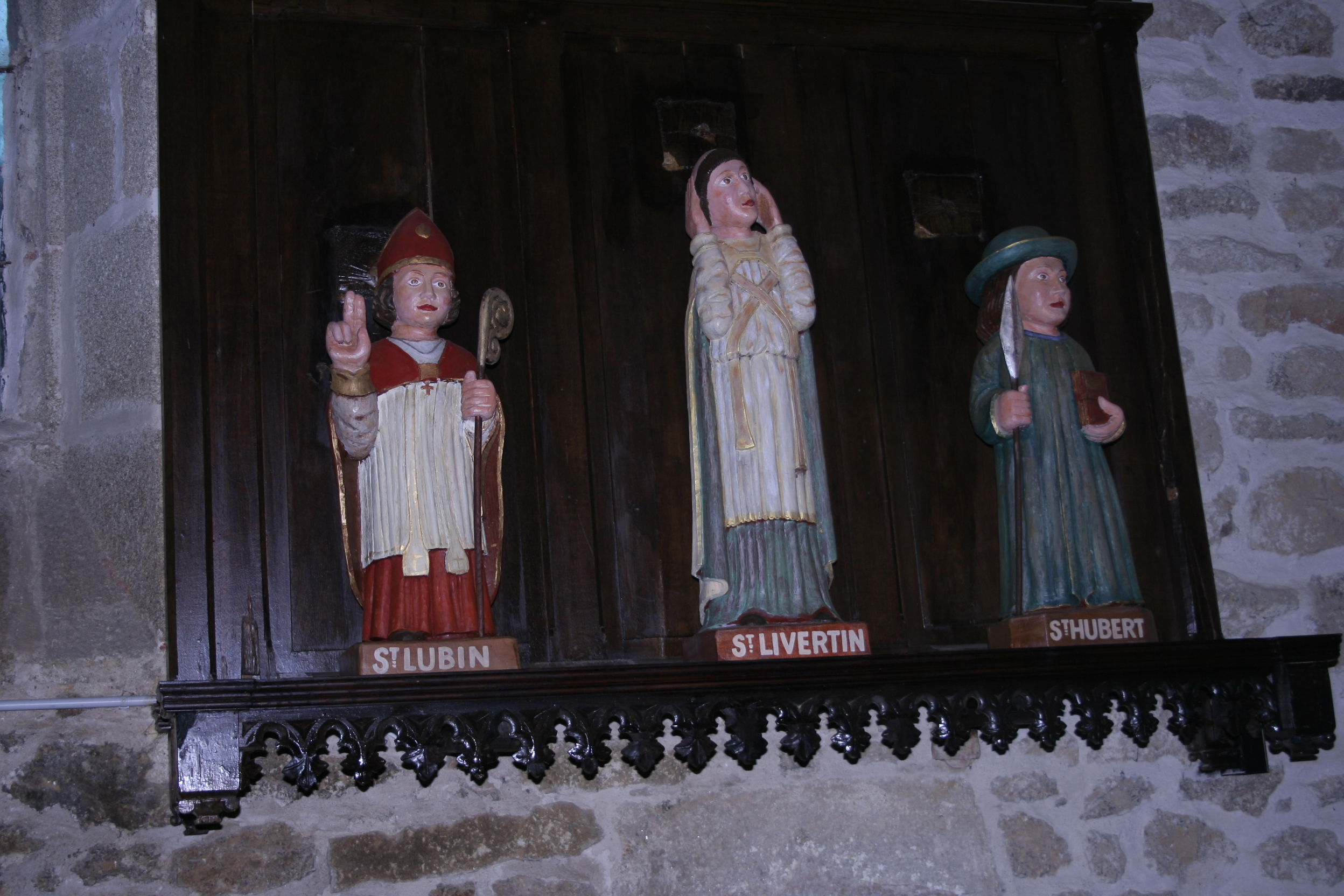
Saint Lubin, Saint Livertin et Saint Hubert (XVIIe siècle), Trédaniel, chapelle Notre-Dame-de-Haut.
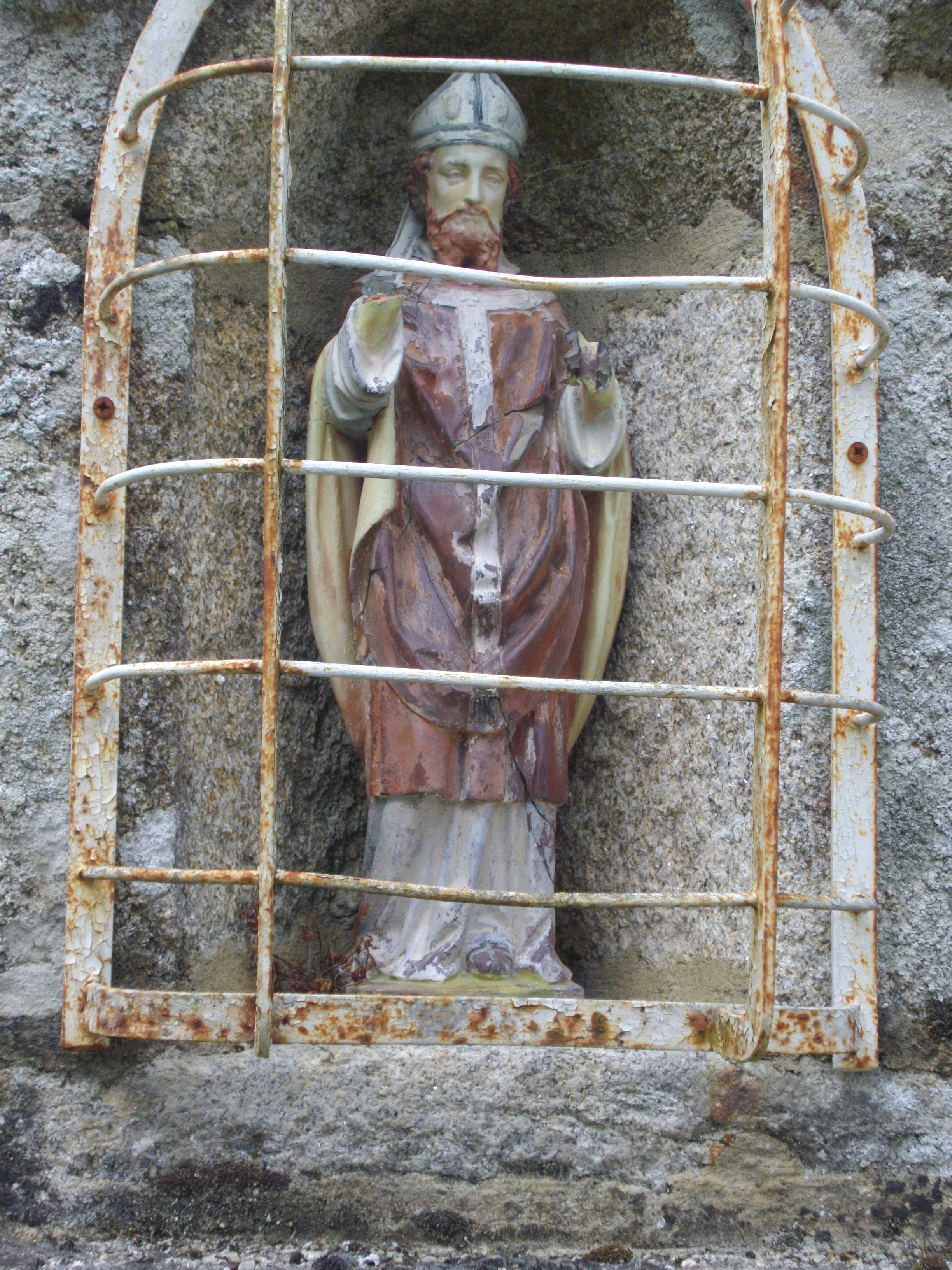
Saint Lubin (XVIIe siècle), fontaine Saint-Lubin, Lizio.
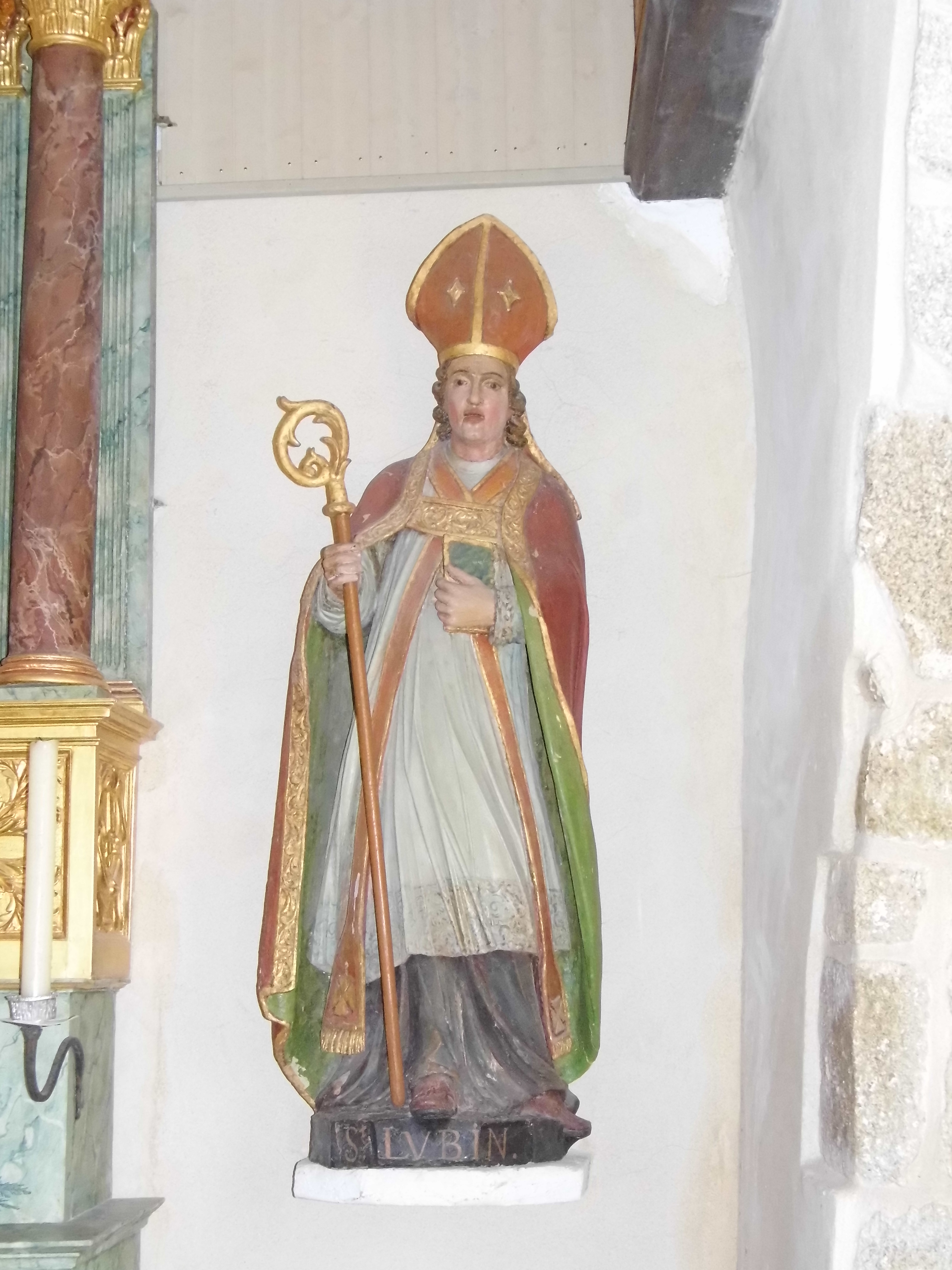
Saint Lubin (XIXe siècle), Plémy, chapelle Saint-Laurent.
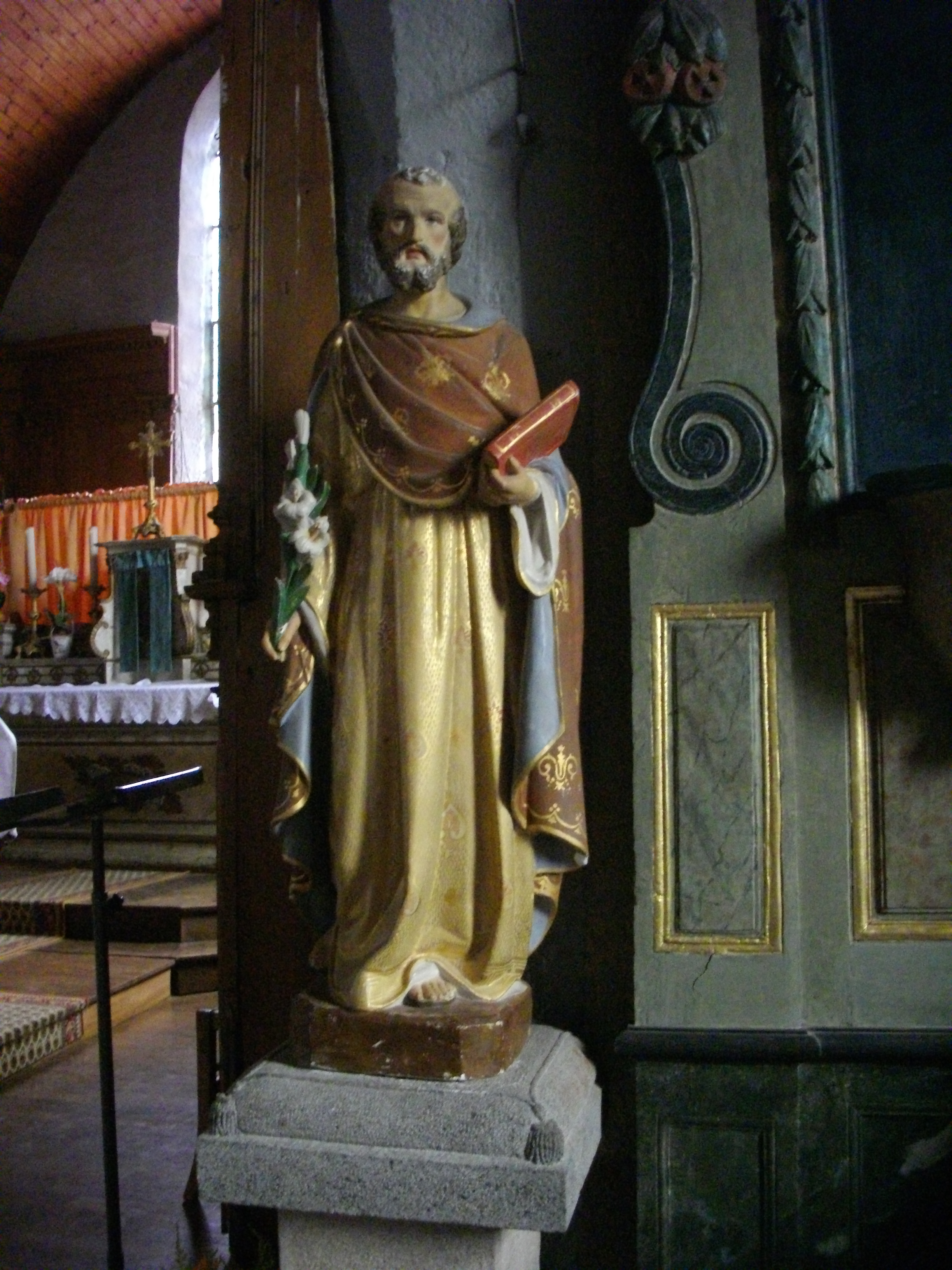
Saint Lubin (XIXe siècle), Lizio, église Notre-Dame-du-Lys.
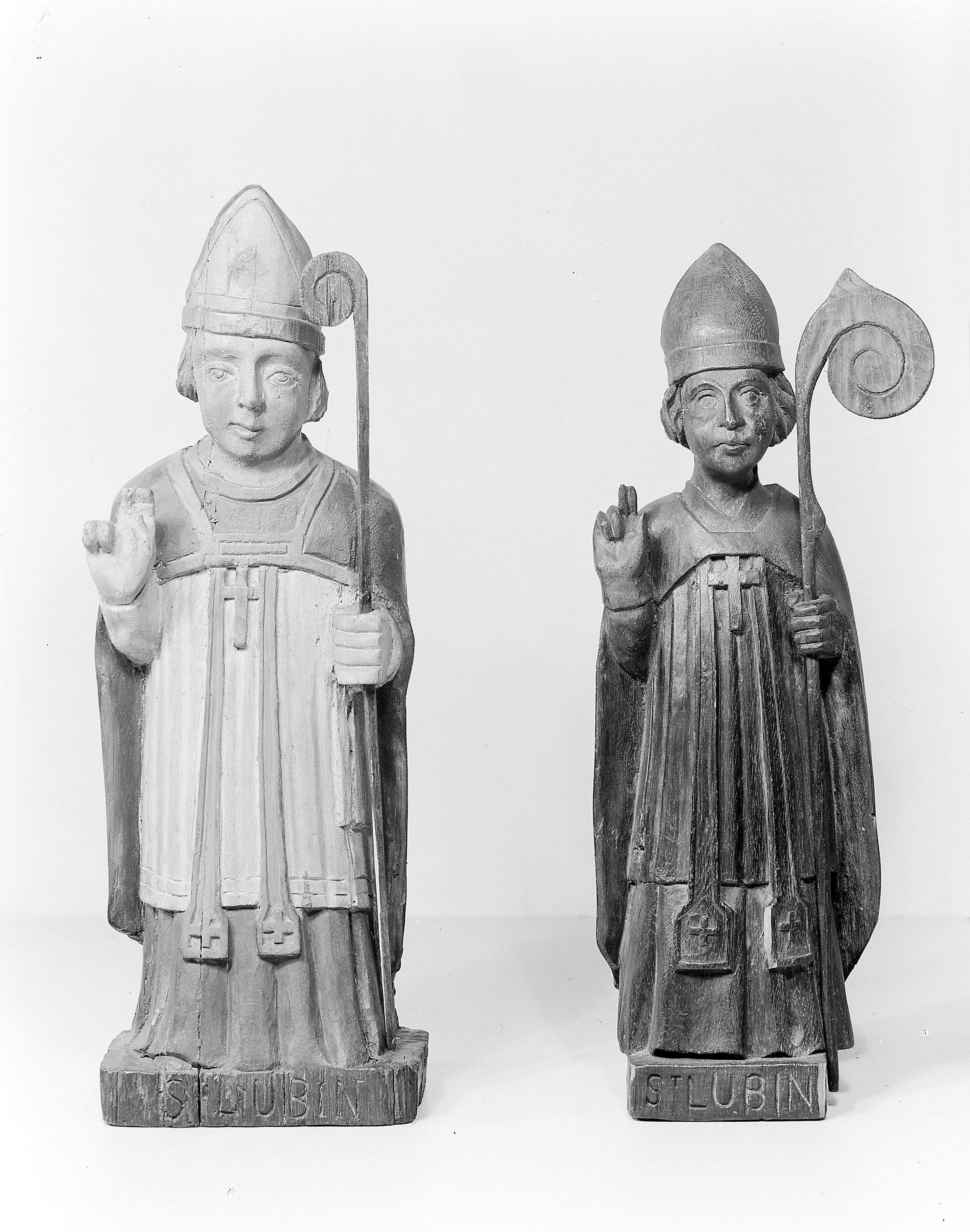
Statues de saint Lubin, Londres, Wellcome Library[5].
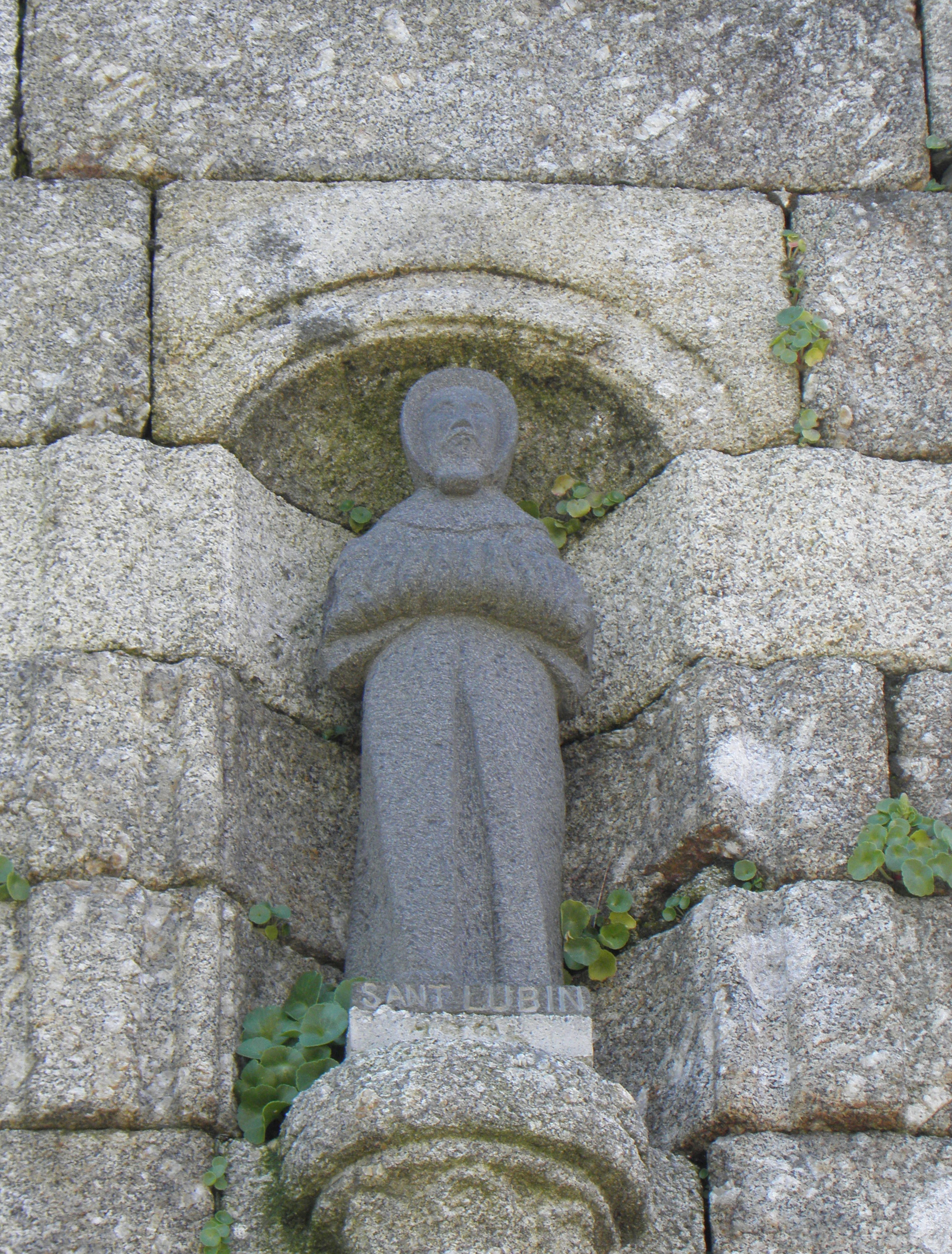
Saint Lubin (XXe siècle), Kergrist-Moëlou, chapelle Saint-Lubin.

## Toponymie
Plusieurs communes ou lieux-dits portent également son nom, parfois déformé.
- Saint-Lubin
- Saint-Lumine